# Archaeocidaridae
Famille
Les Archaeocidaridae (archéodicaridés en français) forment une famille éteinte d'oursins réguliers, datant du Paléozoïque.

## Description et caractéristiques
Les archéocidaridés sont un groupe d'oursins très ancien, et donc la classification n'est pas encore complètement établie : il pourrait être paraphylétique.
Le test (coquille) est composé de plaques ambulacraires et interambulacraires comme les oursins modernes. Ces plaques sont imbriquées entre elles. Les ambulacres sont fins, bisériés avec des plaques pouvant être uniformes ou légèrement élargies toutes les deux ou trois plaques, avec un plus gros tubercule. Ces plaques sont contiguës et ne se chevauchent pas. 
Les paires de pores sont petites et indifférenciées, en position adradiale et plus ou moins unisériées. 
Les interambulacres sont composés de quatre colonnes ou plus de plaques hexagonales. 
Les plaques interambulacraires portent chacune un gros tubercule primaire ; les tubercules sont perforés et un parapet lisse entoure le mamelon ; l'aréole est généralement large et enfoncée. 
La lanterne d'Aristote est grosse, avec des dents aux extrémités dentelées. 
Les radioles sont de taille moyenne à longue, généralement étroites.
Ce groupe semble avoir vécu du début du Dévonien jusqu'à la fin du Trias, soit environ entre 420 à 200 Ma (millions d'années), en Eurasie, Amérique du Nord et Afrique du Nord.

## Liste des genres
Selon World Register of Marine Species (11 avril 2014) :
- † Albertechinus Stearn, 1956
- † Archaeocidaris McCoy, 1844
- † Deneechinus Jackson, 1929
- † Devonocidaris Thomas, 1924
- † Eocidaris Desor, 1856
- † Lepidocidaris Meek & Worthen, 1873
- † Nortonechinus Thomas, 1920
- † Palaeocidaris Desor, 1846
- † Polytaxicidaris Kier, 1958

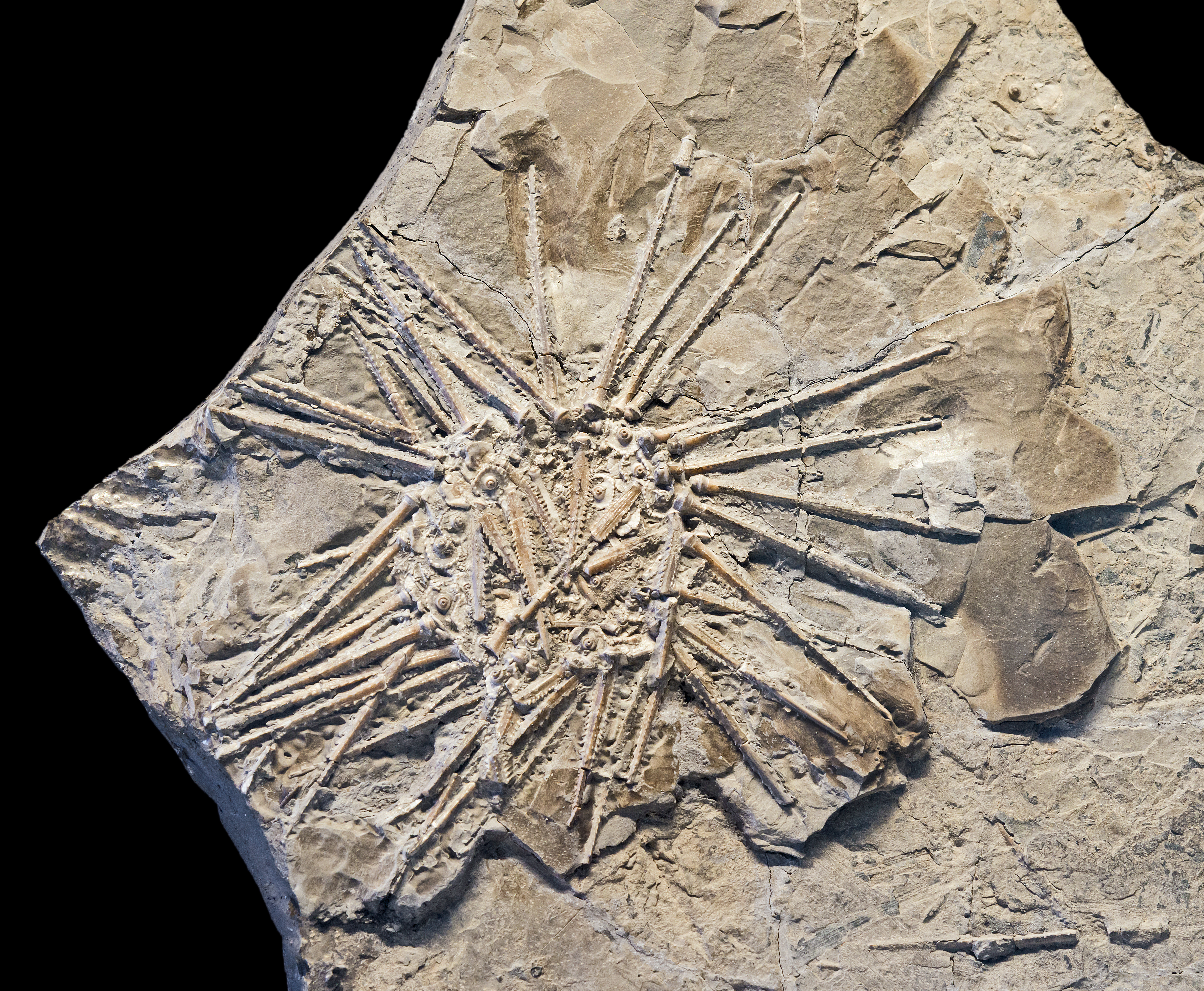
Archaeocidaris brownwoodensis MHNT
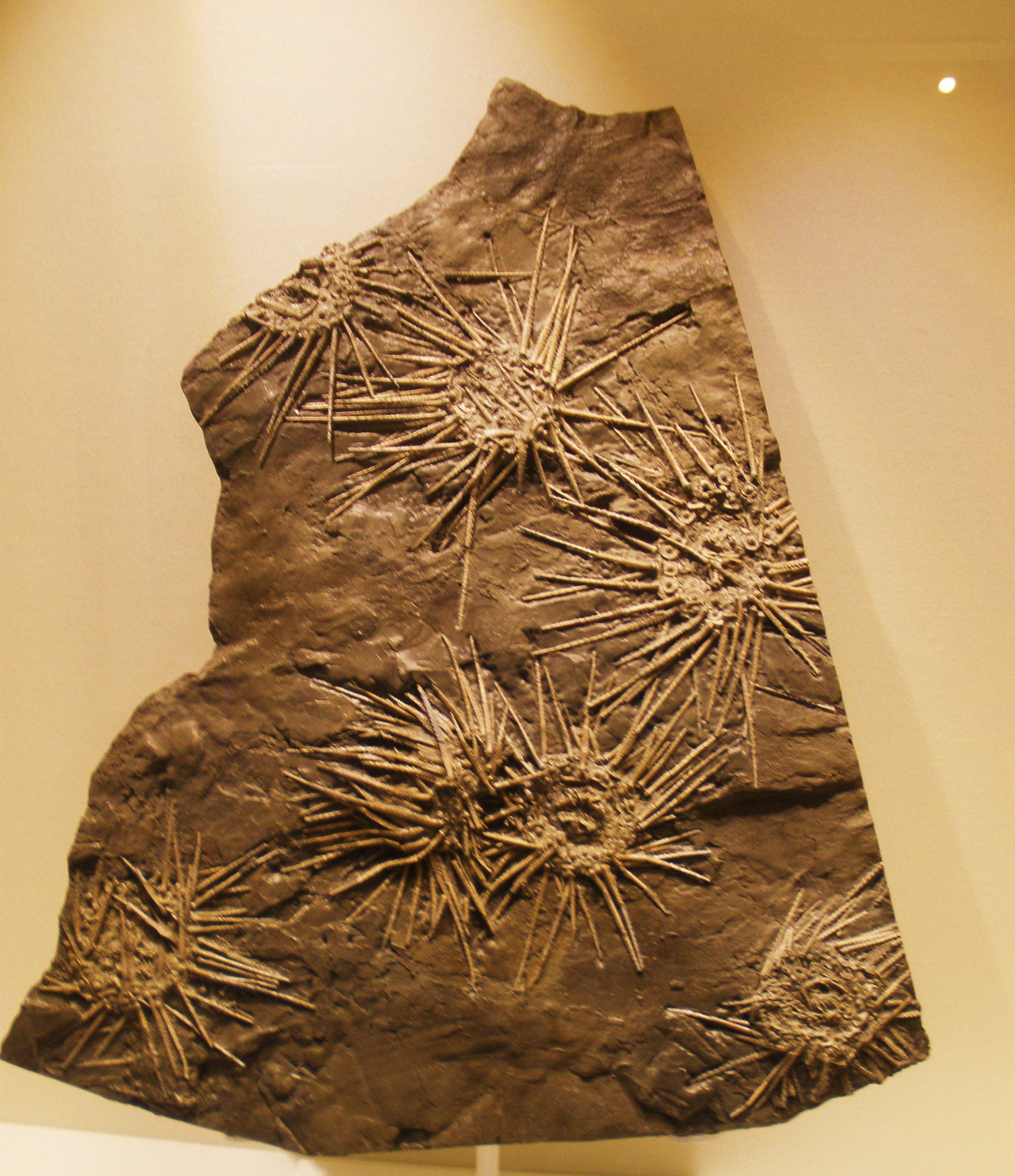
Fossiles d'Archaeocidaris
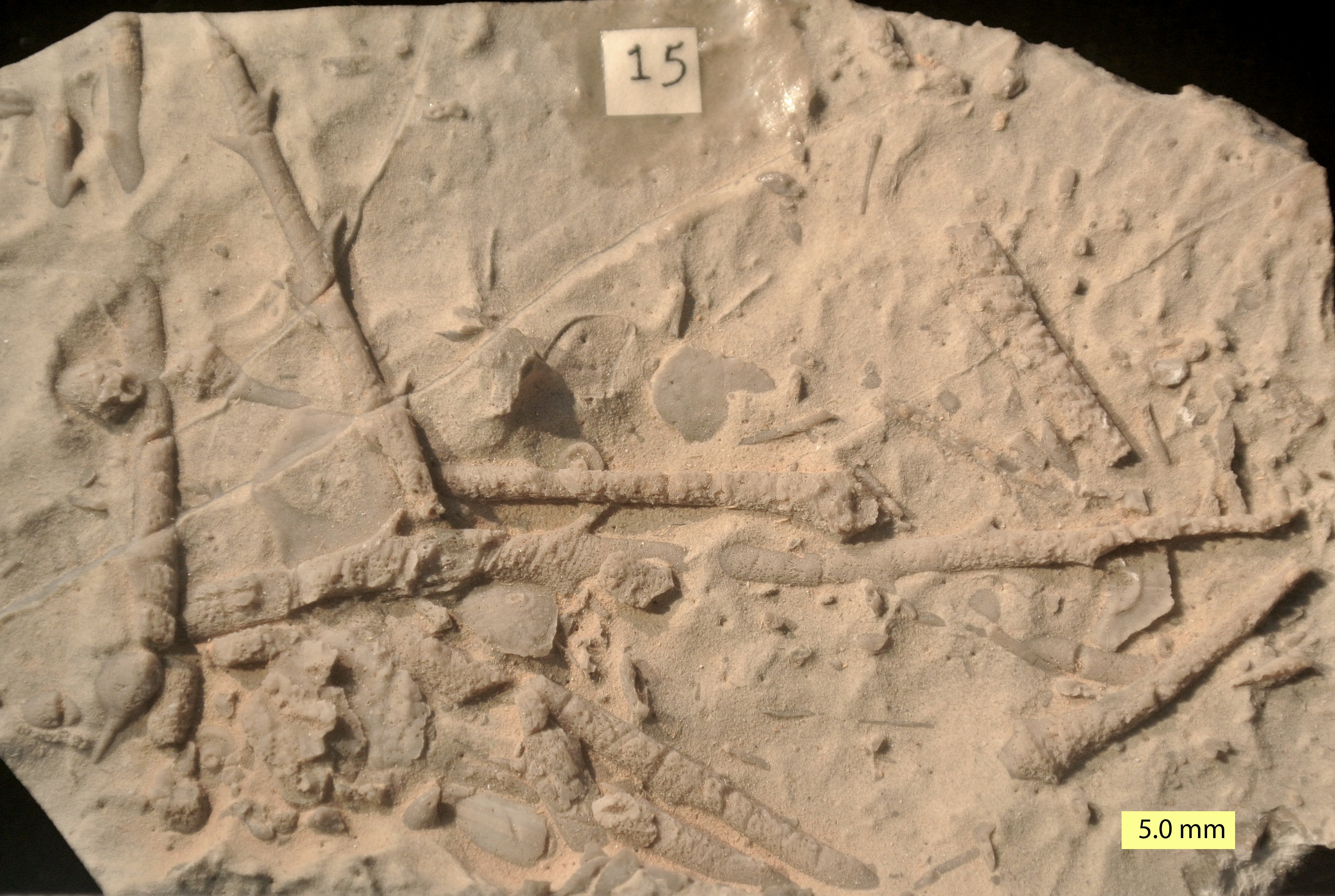
Débris d'archéocidaridés du Carbonifère trouvés dans le Nevada.